# آندری تونکو
آندری تونکو (رومانیایی: Andrei Toncu؛ ‏ ۸ آوریل ۱۹۷۸ – ۲۵ اوت ۲۰۰۶) طراح صدا و موسیقی‌دان اهل رومانی بود.
از فیلم‌هایی که وی در آن‌ها نقش داشته‌است، می‌توان به ماریلنا از پی۷ اشاره نمود.